# Protohermes xanthodes
Protohermes xanthodes är en insektsart som beskrevs av Navás 1914. Protohermes xanthodes ingår i släktet Protohermes och familjen Corydalidae. Inga underarter finns listade i Catalogue of Life.